# Gallia Lugdunense
La Gallia Lugdunense era una provincia dell'Impero romano, situata nella Gallia (odierna Francia). Plinio il Vecchio nella Naturalis historia dedica un capitolo alla Lugdunense:
(Plinio il Vecchio, Naturalis historia, IV, 18)

## Statuto
Prendeva il nome dalla sua capitale, Lugdunum (oggi Lione), forse la città più grande d'Europa ad ovest dell'Italia e la più grande zecca imperiale.
In occasione della divisione del territorio gallico in tre province in aggiunta alla già esistente Gallia Narbonense, nel 27 a.C., Lione divenne capitale della "Gallia Lugdunense". Sulle pendici della collina di Croix-Rousse, a Lugdunum, si innalzò il santuario federale delle Tre Gallie, dove ogni anno si radunavano i delegati delle tribù galliche per celebrare il culto di Roma e dell'imperatore regnante.
In età alto-imperiale era governata da un legato imperiale.

## Storia

### Conquista romana

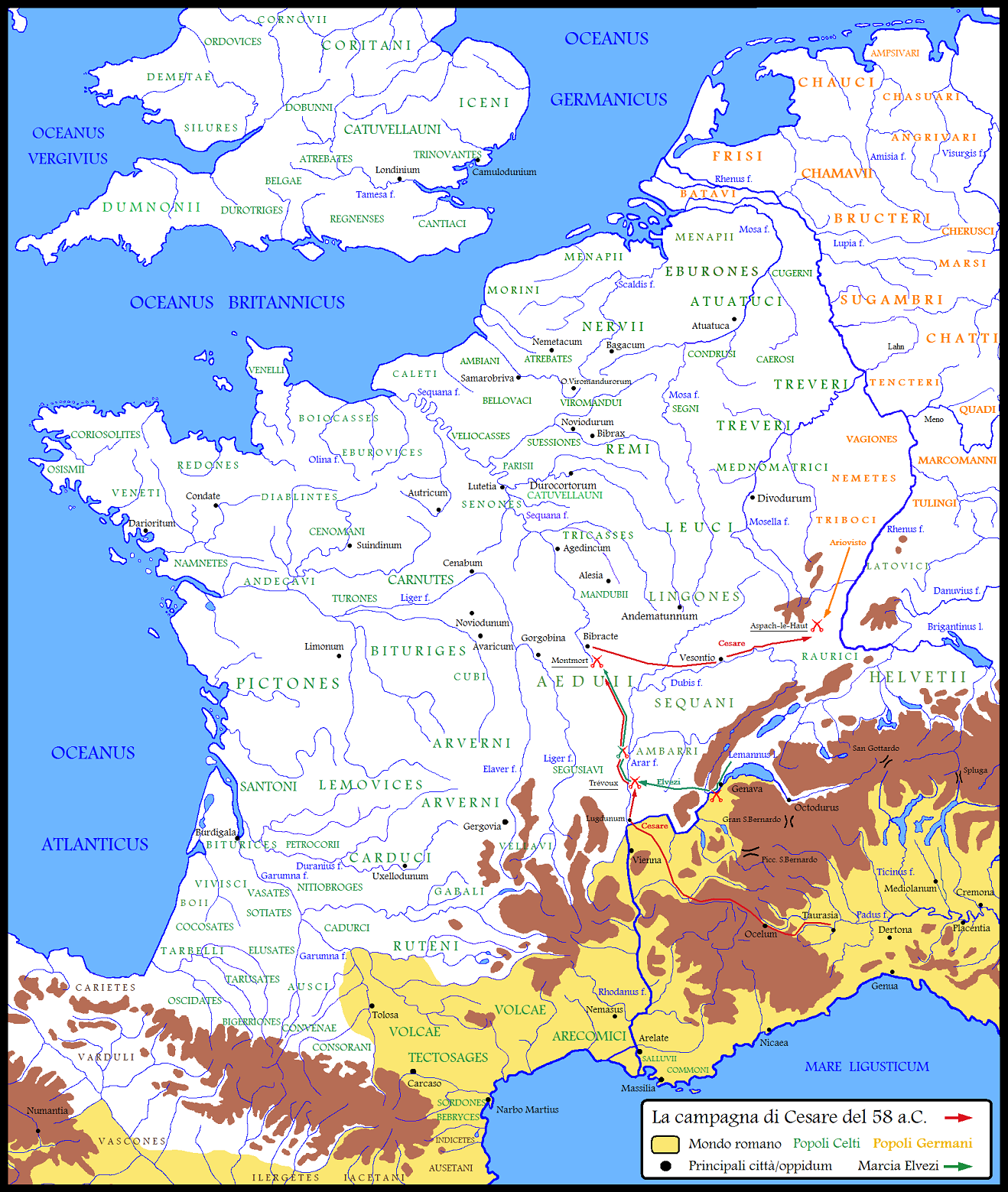
La campagna di Cesare del 58 a.C..

La prima penetrazione romana nell'area a nord di Lugdunum, futura provincia della Lugdunensis, avvenne nel 58 a.C., dopo che Gaio Giulio Cesare rifiutò di far transitare il popolo celtico degli Elvezi nella provincia romana della Narbonense. Gli Elvezi, allora, tentando di sfondare la linea difensiva creata dai Romani, si risolsero a trattare coi Sequani per ottenere il permesso di attraversare le loro terre ed alla fine lo ottennero. Cesare avrebbe potuto, a questo punto, disinteressarsi alla questione dato che gli Elvezi non avrebbero più attraversato i territori romani, ma il timore di rimandare il problema, o forse l'ormai maturata decisione di portare la guerra in Gallia e di sottometterla, lo convinsero che doveva intervenire senza attendere un nuovo pretesto.
Nel De bello Gallico, Cesare addusse diverse motivazioni per giustificare la sua azione:
- la prima era che gli Elvezi volevano stanziarsi nel territorio dei Santoni, non molto distante dal territorio dei Tolosati, la cui città si trova nella provincia, con grave pericolo l'intera provincia (Narbonense ed anche della vicina Tarraconense).[2]
- La seconda è che nel 107 a.C. gli Elvezi, avevano non solo sconfitto un esercito romano, ma anche ucciso, oltre al console, anche il generale Lucio Pisone, avo del suocero di Cesare.[3]
- La terza, e più convincente, fu offerta dalle devastazioni che gli Elvezi fecero nel territorio degli Edui, popolo «amico ed alleato del popolo romano»,[4] che per questo motivo chiesero l'intervento armato di Cesare.[5]

Cesare lasciò a guardia del vallo appena costruito lungo il Rodano alcune coorti, sotto il comando di un suo luogotenente, Tito Labieno; con il resto dell'esercito pari a circa 5 legioni abbondanti mosse all'inseguimento degli Elvezi.
Gli Elvezi avevano già attraversato il paese dei Sequani, come concordato, ma si erano lasciati andare a saccheggi nel vicino paese degli Edui, tanto che questi ultimi furono costretti a chiedere l'intervento romano. Cesare, ormai convinto da questi fatti, decise di intervenire. Lo scontro avvenne nei pressi del fiume Arar, mentre le armate degli Elvezi erano intente ad attraversarlo. Cesare, infatti, assalì questo popolo mentre, carichi dei loro bagagli, stava ancora traghettando sulla sponda destra del fiume Arar. Ne uccise una moltitudine mentre gli altri scappavano, nascondendosi nei vicini boschi. Al termine di questo primo combattimento, costruì un ponte sul fiume fece passare dall'altra parte le legioni all'inseguimento degli Elvezi.
Gli Elvezi, turbati dalla sconfitta e dalla rapidità con cui Cesare aveva provveduto alla costruzione del ponte (un solo giorno, contro i venti giorni impiegati dagli Elvezi), mandarono una delegazione per trattare con il generale romano, a capo della quale vi era Divicone, famoso tra la sua gente per aver condotto alla vittoria le armate degli Elvezi nel 107 a.C. contro Longino. Divicone, senza alcuna soggezione nei confronti di Cesare, rivelò che gli Elvezi erano disposti ad accettare l'assegnazione di terre che il generale romano avesse loro riservato, in cambio della pace. Cesare, da parte sua, chiese a garanzia alcuni ostaggi e volle che fossero soddisfatte le richieste di Edui e Allobrogi, danneggiati dalle incursioni elvetiche. Divicone fu costretto a rifiutare tali richieste, che reputava ingiuste, forse sospettando trattarsi di un pretesto per continuare la guerra. Non fu raggiunto alcun accordo e la marcia degli Elvezi continuò verso nord per altri 14 giorni.
Cesare provò a stuzzicare il nemico in marcia, poco dopo, inviando contro di loro 4 000 cavalieri (in minoranza romani, in maggioranza della tribù degli Edui, comandati da Dumnorige), che furono però battuti da una forza numericamente di molto inferiore (si parla di soli 500 cavalieri della retroguardia degli Elvezi), a causa della scarsa volontà di combattere dei cavalieri galli. I sospetti ricaddero sul fratello del capo degli Edui, Dumnorige, del quale si "scoprì" l'aver mantenuto rapporti di amicizia con il popolo degli Elvezi. Fu graziato da Cesare soltanto in virtù dell'amicizia che nutriva nei confronti di suo fratello Diviziaco, oltre che per il timore che, qualora l'avesse giustiziato, Diviziaco avrebbe potuto schierarsi contro i Romani. Cesare decise così di porre Dumnorige sotto stretta sorveglianza, guadagnandosi nuova riconoscenza da parte del principe degli Edui Diviziaco.
Dopo 14 giorni di inseguimento fino alla capitale degli Edui, Cesare decise di affrontare il nemico nei pressi di Bibracte (sul Mont Beuvray), dove Cesare riuscì a battere definitivamente gli Elvezi ed i loro alleati (Battaglia di Bibracte). Secondo il racconto cesariano, tra i vinti sopravvissero solo 130 000 persone, su un totale iniziale di 368 000.
Dopo la resa, il generale romano ordinò agli Elvezi di tornare nelle proprie terre, così da evitare che queste fossero occupate dai vicini Germani che si trovavano al di là di Reno e Danubio. Ai Galli Boi (15 000 circa) fu invece concesso di stanziarsi nelle terre degli Edui, nei pressi della città di Gorgobina.

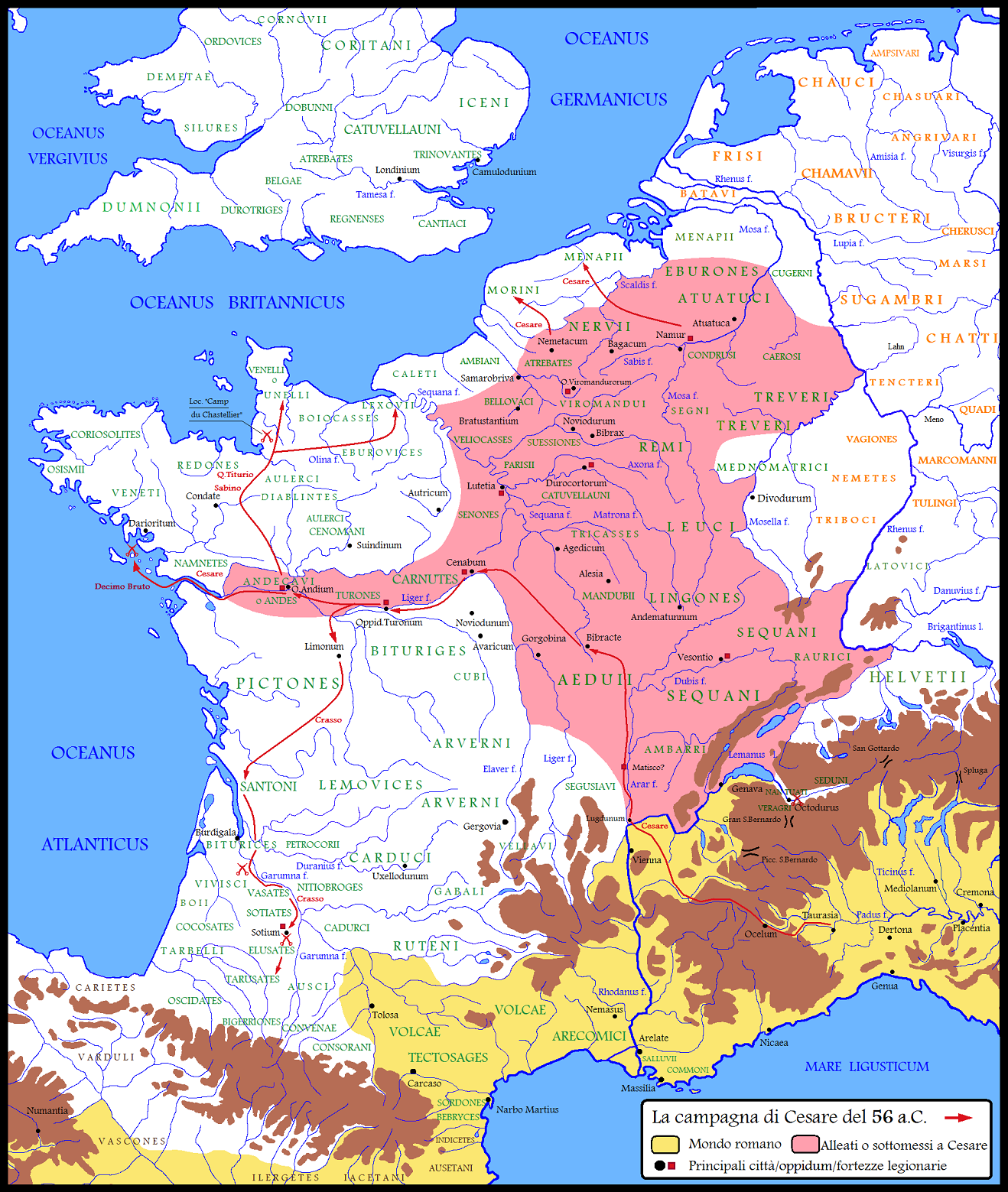
La campagna di Cesare del 56 a.C.

Nel 57 a.C., al termine della seconda campagna, dopo aver sottomesso tutta la Gallia Belgica, comprese le terri di Nervi, Atuatuci, Viromandui, Atrebati ed Eburoni, Cesare dispose che il suo legato Publio Licinio Crasso, figlio del triumviro Marco Licinio Crasso, insieme alla legio VII, fosse inviata ad occidente per sottomettere le tribù delle regioni costiere dell'Oceano Atlantico, tra le odierne Normandia e Garonna. Un altro legato, Galba, fu inviato con la legio XII e parte della cavalleria nelle terre dei Nantuati, dei Veragri e dei Seduni, che si trovano tra i territori degli Allobrogi, il lago Lemano, il fiume Rodano e le Alpi. Cesare, una volta poste tutte le legioni nei quartieri d'inverno (tra i Carnuti, gli Andi, i Turoni ed i popoli dove aveva appena condotto la guerra), fece ritorno in Italia.
Partito Cesare, il legato Galba, che aveva come compito quello di aprire la via delle Alpi tra la Gallia Comata e la Gallia Cisalpina, trovandosi a dover combattere contro un nemico nettamente superiore in numero, fu costretto ad abbandonare il vicus celtico di Octodurus, dove aveva posto i suoi accampamenti invernali, e a ritirarsi nel Paese amico degli Allobrogi. L'anno seguente, nel 56 a.C. i popoli della costa occidentale tornarono sul piede di guerra:
(Cesare,  De bello Gallico, III 7-8, 1.)
I Veneti decisero di trattenere i due ambasciatori inviati da Cesare, Silio e Velanio, pensando di poter così riavere gli ostaggi che avevano consegnato a Crasso. Il loro esempio fu seguito dai popoli confinanti, che trattennero Trebio e Terrasidio e poco dopo decisero di legarsi con reciproci giuramenti di alleanza e fedeltà contro il comune nemico romano. Alla fine tutti i territori costieri della Gallia occidentale si sollevarono. I Galli perciò inviarono a Crasso un ultimatum, pretendendo la restituzione degli ostaggi se voleva rivedere vivi i suoi ufficiali.
Cesare, informato di quanto era accaduto, prevedendo un possibile ed imminente scontro navale con questo popolo di abili marinai, ordinò ai suoi uomini di costruire sulla Loira una flotta di navi da guerra, adatte anche ad affrontare il mare, e arruolò rematori e timonieri nella provincia. Frattanto i Veneti e i loro alleati, saputo dell'arrivo di Cesare e resisi conto di quanto fosse grave l'aver scatenato l'ira del generale romano, decisero di prepararsi alla guerra, soprattutto provvedendo agli armamenti delle navi. Confidavano molto nella conoscenza dei luoghi, a loro tanto familiari.
(Cesare, De bello Gallico, III, 9.)

### Divisione augustea
Fu Augusto a dividere la Gallia Comata in tre diverse province, oltre alla Narbonense: la Gallia Aquitania, la Gallia Belgica e la Gallia Lugdunanese.

### Dai Giulio-Claudii a Diocleziano
Claudio, nato nella capitale della provincia Lugdunensis, Lugdunum, permise ai senatori di origine gallica di confluire nel Senato, formalizzando un'integrazione oramai compiuta.

### Tardo impero
Con la riforma tetrarchica di Diocleziano (296), divenne la principale provincia della diocesi di Gallia. La provincia in quest'occasione venne divisa fra Lugdunensis prima (Borgogna), Lugdunensis secunda (Normandia), Lugdunensis tertia (Bretagna, Loira) e Lugdunensis quarta o Senonia (Parigi, Orléans) e fece parte della Diocesi di Gallia assieme alle rimanenti province di Germania inferiore e superiore, Sequana (il Giura, nell'ovest della Svizzera), le Alpi Pennine e le Alpi Atrectiane.
Intorno al 407 fu devastata, come il resto della Gallia, dagli invasori del Reno del 406, Vandali, Alani e Svevi, che tuttavia l'abbandonarono per dirigersi a sud, in direzione della Spagna. Nel 407 fu sottratta al governo centrale di Ravenna, con il resto della Gallia e la Spagna, da Costantino III, un usurpatore insorto in Britannia che era accorso in Gallia con le sue truppe britanniche per difenderla dagli invasori del Reno. Costantino III, anche se ottenne taluni successi minori contro gli invasori, non poté impedire che essi si impadronissero di gran parte della Spagna, e nel 409 la parte occidentale della Lugdunensis, corrispondente alla regione dell'Armorica, si rivoltò al governo dell'usurpatore, finendo sotto il controllo di gruppi autonomisti locali etichettati dai Romani come Bagaudi (briganti):
(Zosimo, Storia Nuova, VI,5.)
Nel 417, sconfitto l'usurpatore Costantino III, il generale Flavio Costanzo inviò un suo sottoposto, Exuperanzio, a recuperare l'Armorica ai Bagaudi, missione che se ebbe successo, non impedì lo scoppio in seguito di ulteriori rivolte bagaude. Nel 437, infatti, i Bagaudi, condotti da un certo Tibattone, insorsero ma vennero sconfitti dal generale Ezio con l'aiuto degli Unni. Per dare una stabilità a lungo termine alla regione e impedire lo scoppio di ulteriori rivolte locali, Ezio stanziò nella regione foederati Alani, tattica adoperata dal medesimo generale anche in altre regioni della Gallia (con i Burgundi nella Sapaudia e con altri Alani a Valence) e che finì per generare le proteste dei proprietari terrieri espropriati dai propri terreni dai foederati. Nel 448 scoppiò una nuova rivolta di Bagaudi in Armorica, nuovamente sedata da Ezio. Intorno al 460 la regione subì la migrazione di Britanni in fuga dalla Britannia invasa dai Sassoni.
Quanto all'area di Lione, in quell'area si erano insediati i Burgundi, che dopo la sconfitta subita nel 436/437 per opera di Ezio e dei suoi alleati Unni, intorno al 442 erano stati stanziati come foederati da Ezio in Sapaudia, nei pressi del lago di Ginevra. Nel 457 la città di Lione non riconobbe Maggioriano come imperatore e si rivoltò insieme ai Burgundi; la rivolta venne però rapidamente sedata da un ufficiale di Maggioriano, Egidio, magister militum per Gallias, e nel 458 lo stesso imperatore, varcate le Alpi, visitò la città. Maggioriano ottenne il favore dei senatori gallici a Lione e riuscì inoltre a ricondurre all'obbedienza i Visigoti. Ristabilita l'autorità imperiale in Gallia, l'Imperatore poté volgersi verso i Vandali, ma la sua flotta venne distrutta da un attacco nemico con l'aiuto di traditori. Rinunciata alla spedizione africana, Maggioriano, al ritorno in Italia, venne ucciso in una rivolta (461). Il generale romano-visigoto-burgundo Ricimero nominò come imperatore fantoccio Libio Severo, che però non fu riconosciuto dal magister militum per Gallias Egidio, nel frattempo diventato anche re dei Franchi. Ricimero, per ottenere dai Visigoti e dai Burgundi il sostegno militare contro Egidio, che si era rivoltato, dovette cedere ai Visigoti Narbona e permettere ai Burgundi di espandersi nella Valle del Rodano; inoltre nominò il re burgundo Gundioco magister militum per Gallias. La rivolta di Egidio ebbe termine nel 464, quando fu ucciso e i Franchi elessero come loro nuovo re Childerico I. Il figlio di Egidio, Siagro, staccò comunque la Gallia Lugdunense e ciò che rimaneva della Gallia romana a nord della Loira dall'Impero, costituendo un dominio indipendente con sede Soissons. Questo regno, definito comunemente Regno di Soissons, cadde nel 486, quando Siagro, "re dei Romani", fu vinto presso Soissons, dai Franchi di re Clodoveo I.

## Geografia politica ed economica
In origine la provincia si estendeva dai fiumi Senna e Marna, nel nord-est, alla Garonna, nel sud-ovest. Al tempo di Augusto l'area tra la Loira e la Garonna fu data alla provincia della Gallia Aquitania, mentre la zona centro-orientale andò alla nuova provincia della  commercio del vino della gallia Germania Superiore.
I maggiori centri provinciali erano:
- Andemantunum (Langres), Augustobona (Troyes), Augustodunum (Autun), Augustodurum (Bayeux), Cabillonum (Chalon-sur-Saône), Caesarodunum (Tours), Cenabum Aureliani (Orléans), Condate (Rennes), Gesocribate (Brest), Iuliomagus (Angers), Lugdunum (Lione), Lutetia Parisiorum (Parigi), Portus Namnetum (Nantes), Rotomagus (Rouen), Segusiavorum (Feurs) e Suindinum (Le Mans).

Augustodunum:

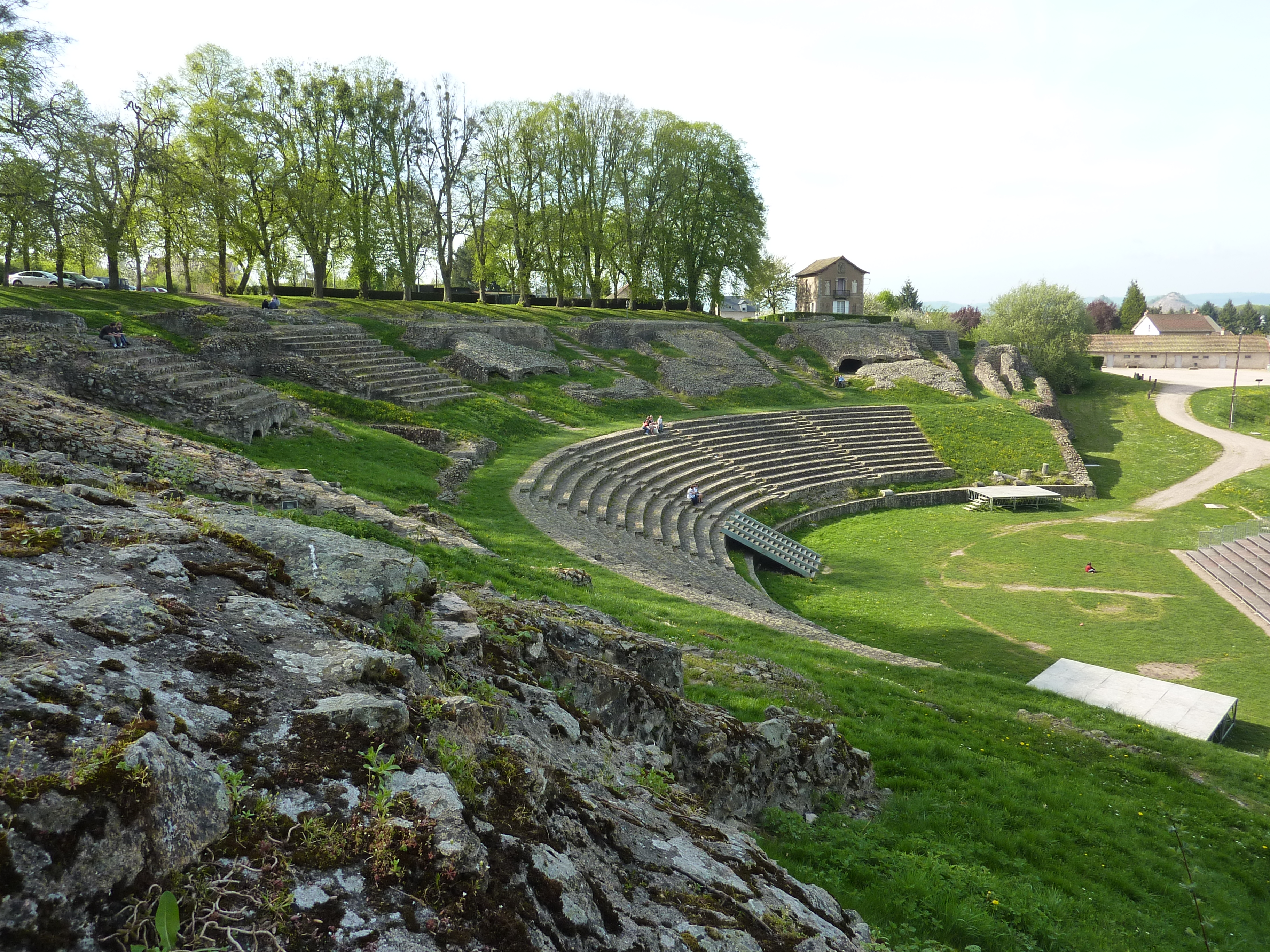
Il teatro di Augustodunum
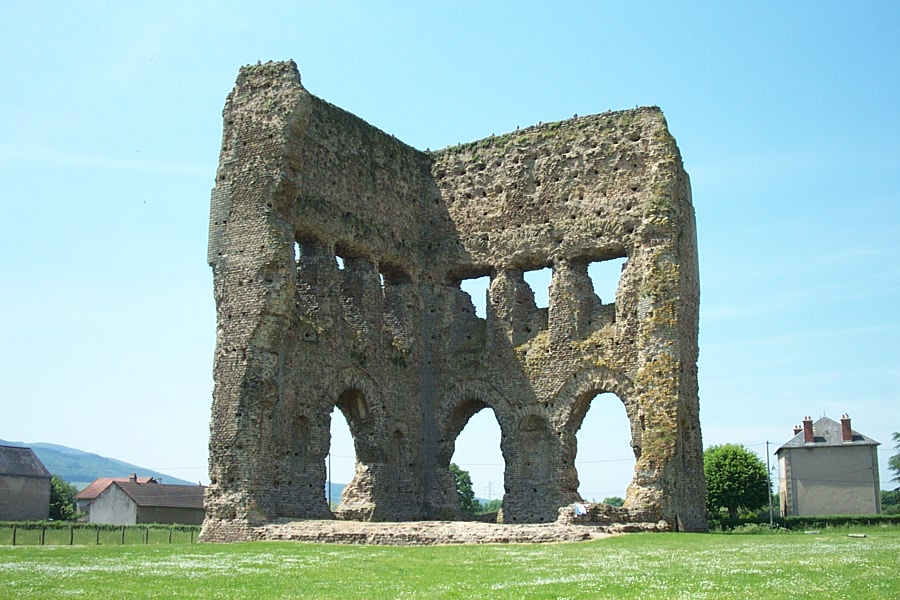
Tempio di Giano a Augustodunum
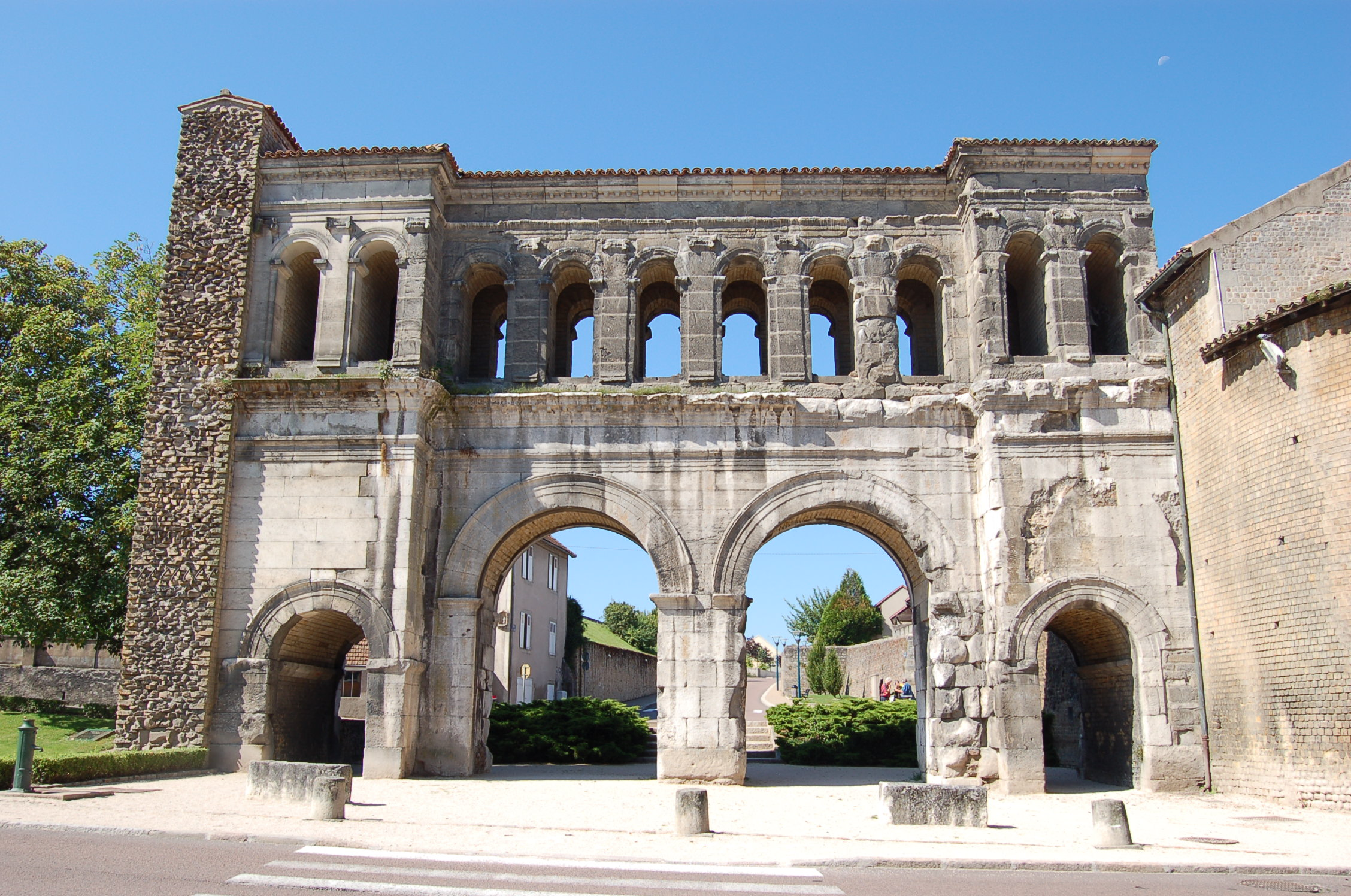
Porta romana di Saint-André a Augustodunum
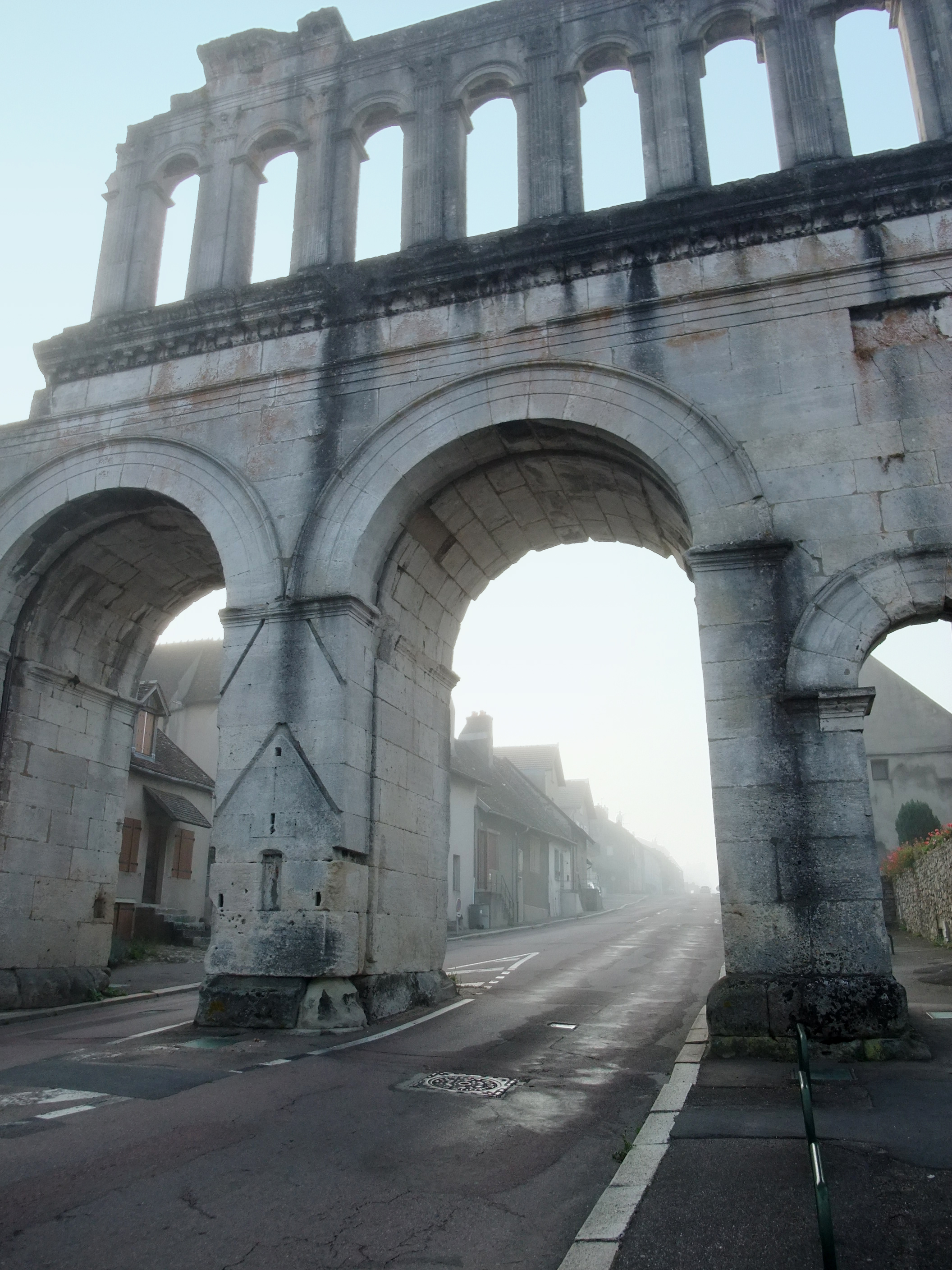
Porta romana d'Arroux a Augustodunum
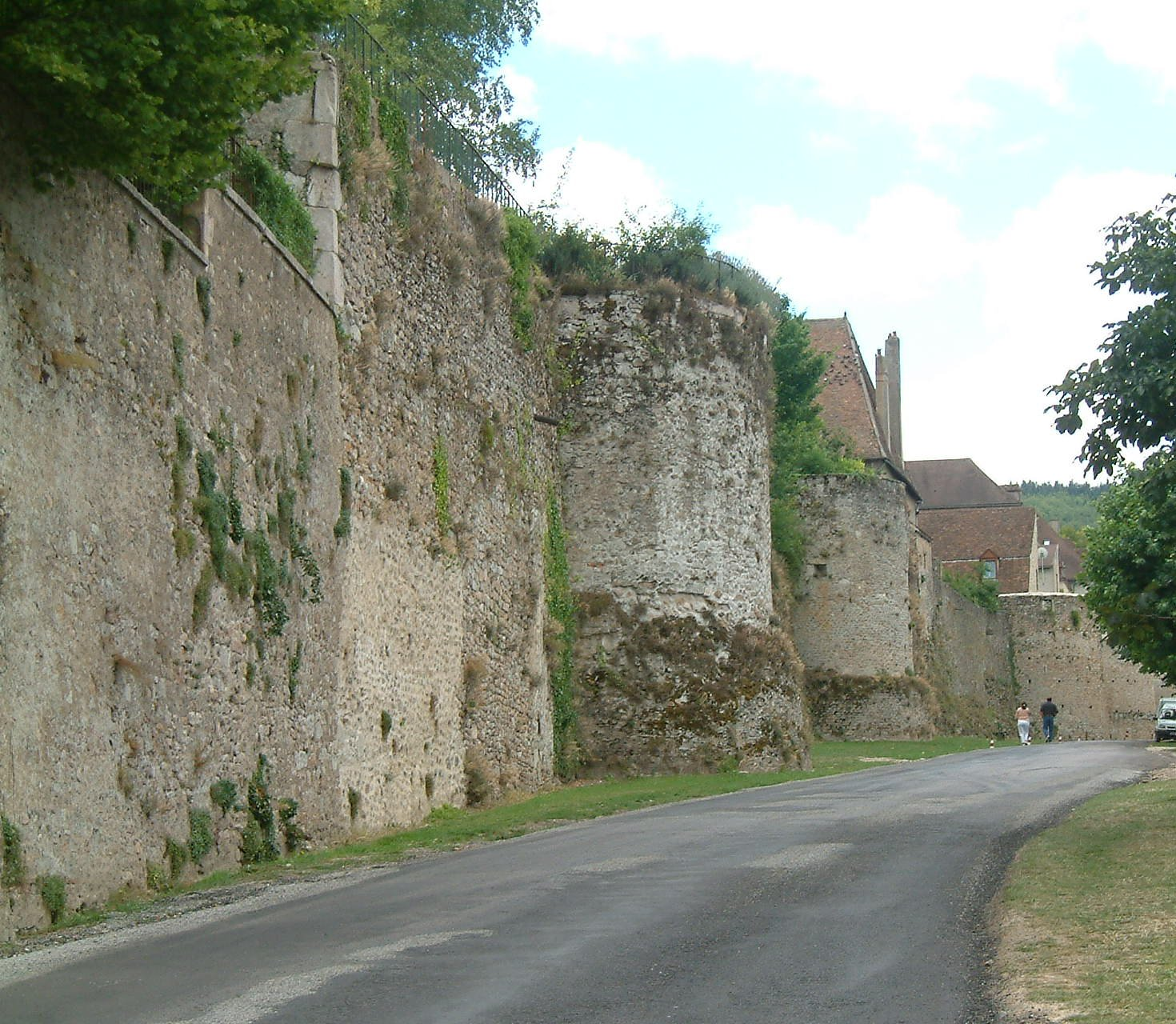
Mura gallo-romane a Augustodunum
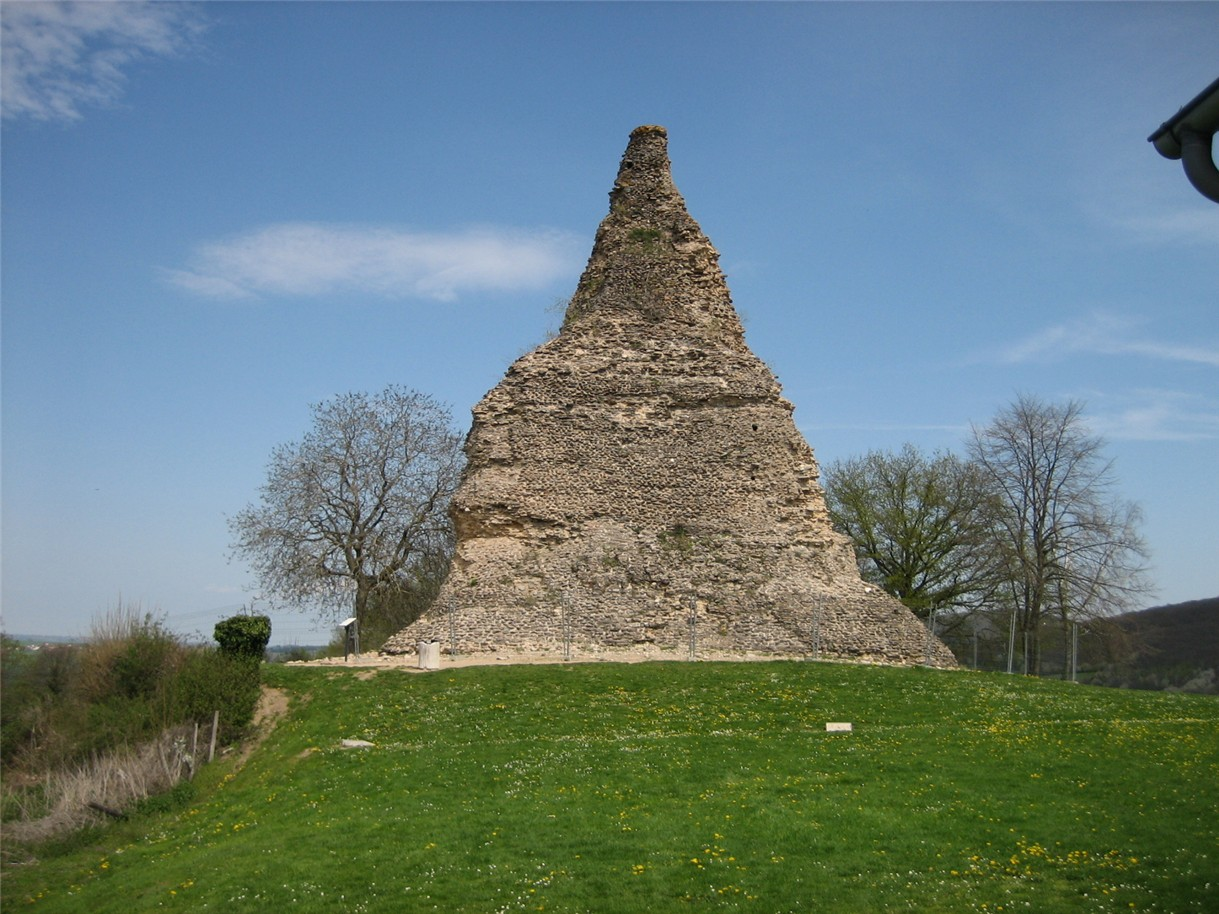
Mausoleo romano a Augustodunum

Condate:

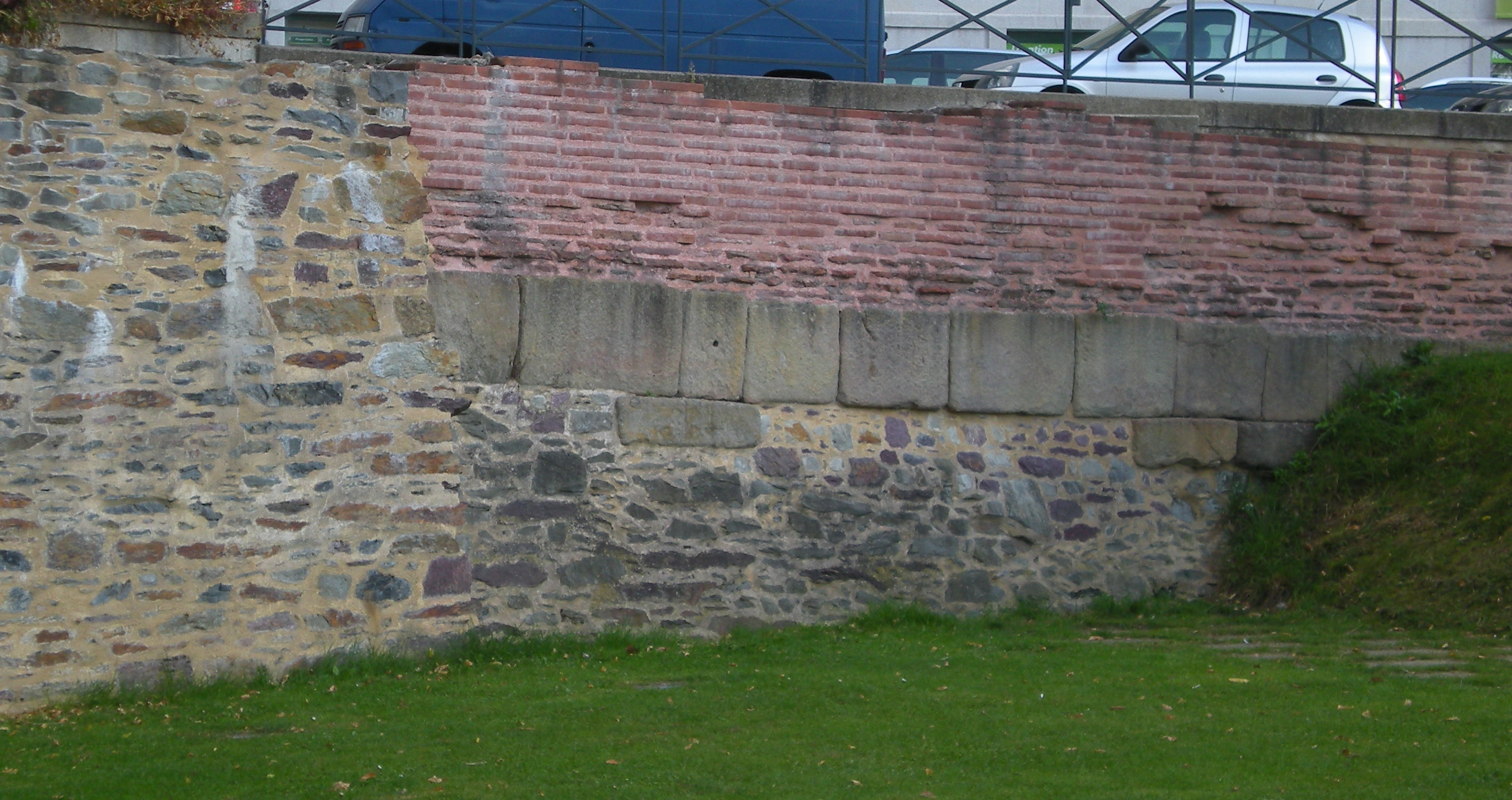
Mura gallo-romane a Condate
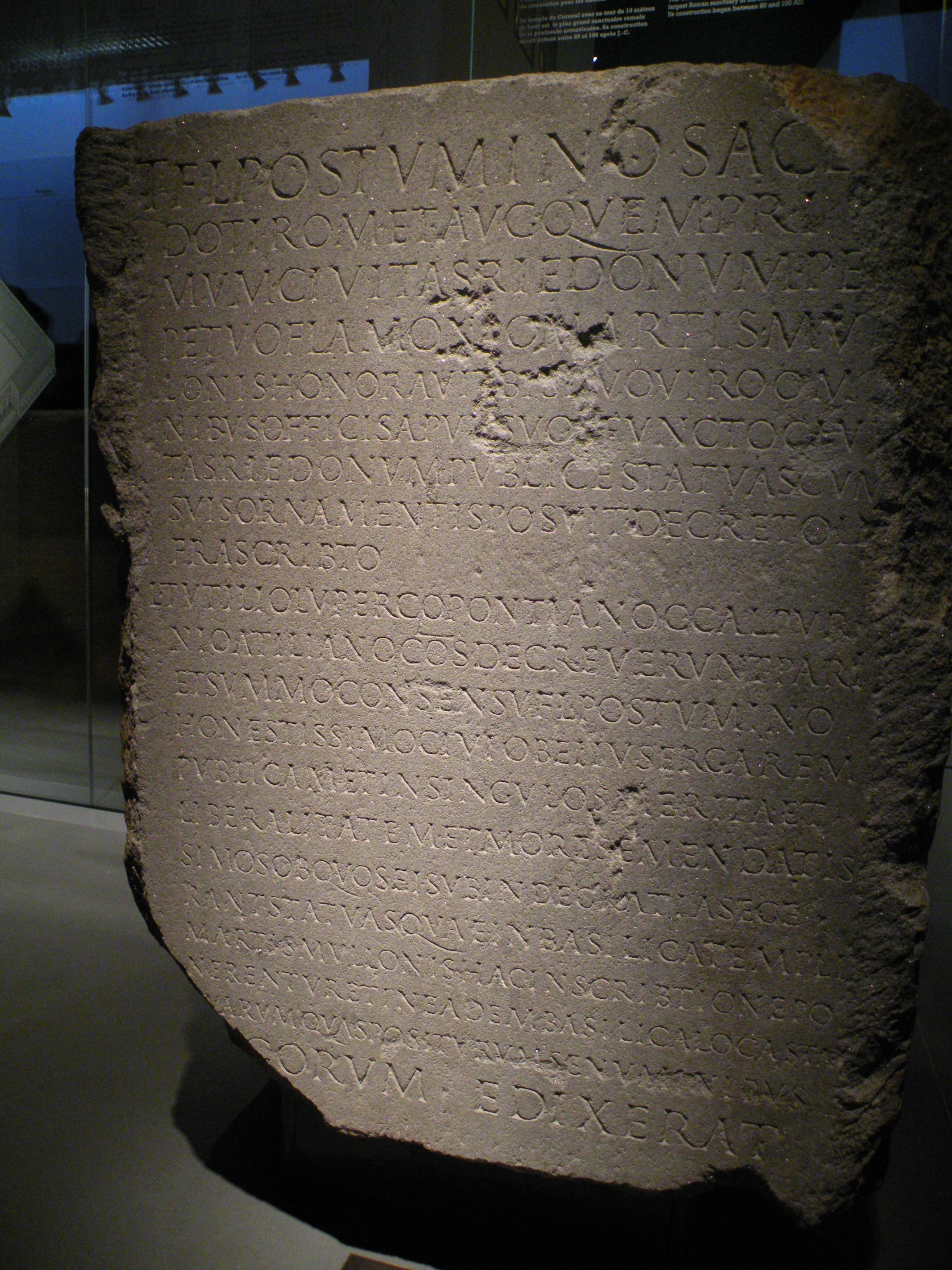
Stele proveniente da Condate

Lugdunum:

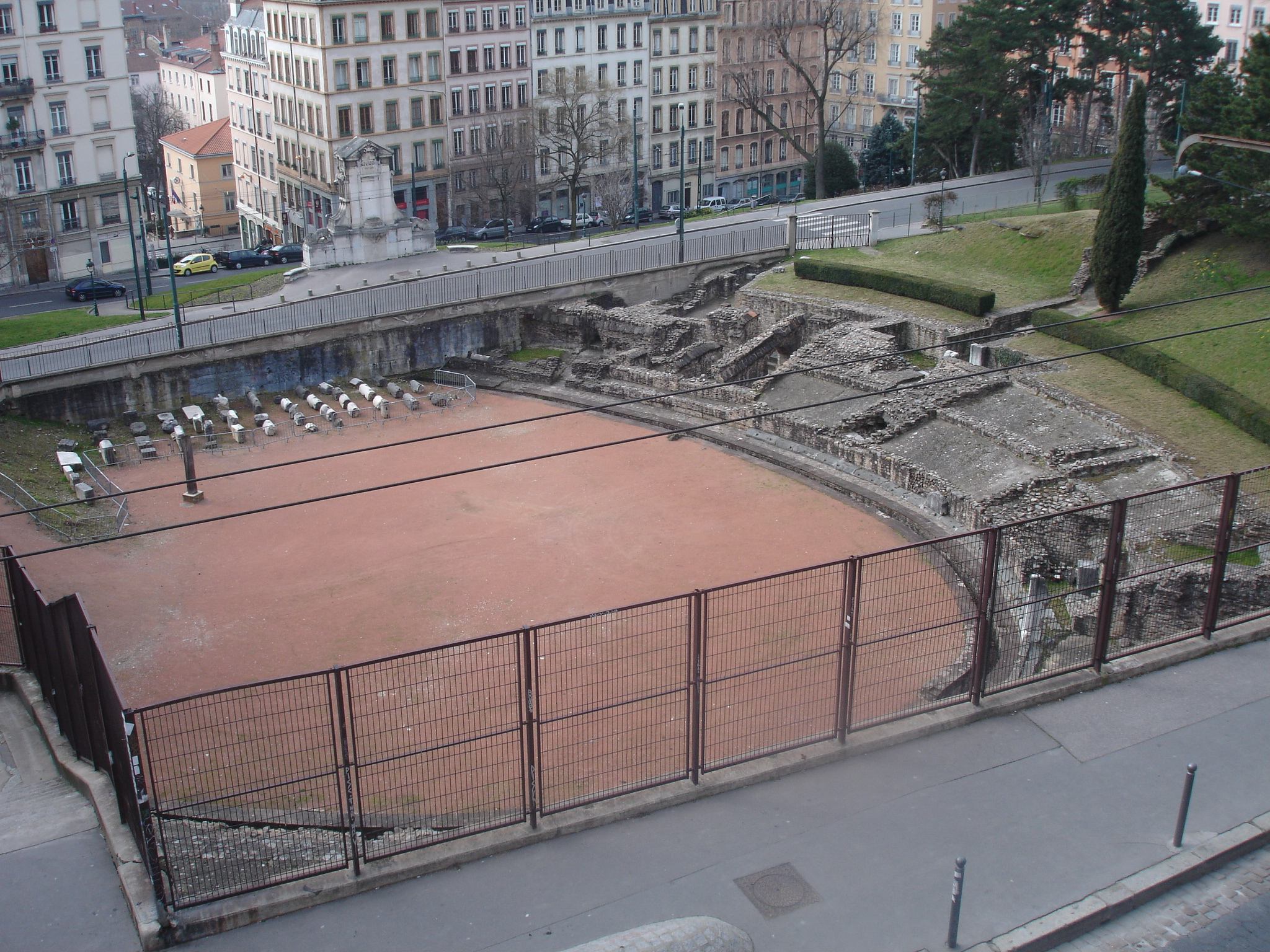
Resti dell'anfiteatro delle Tre Gallie a Lugdunum.
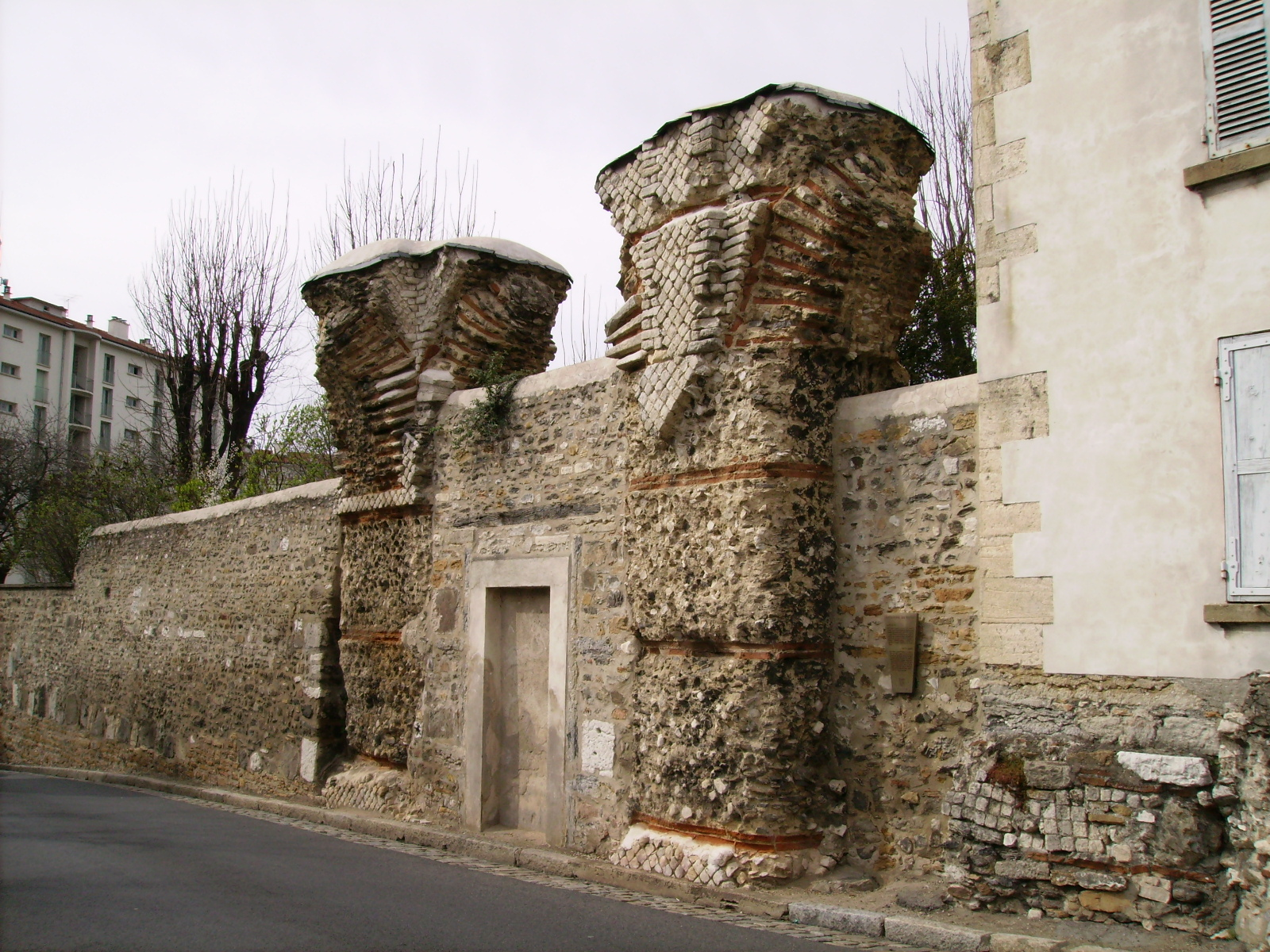
Acquedotto romano a Lugdunum.
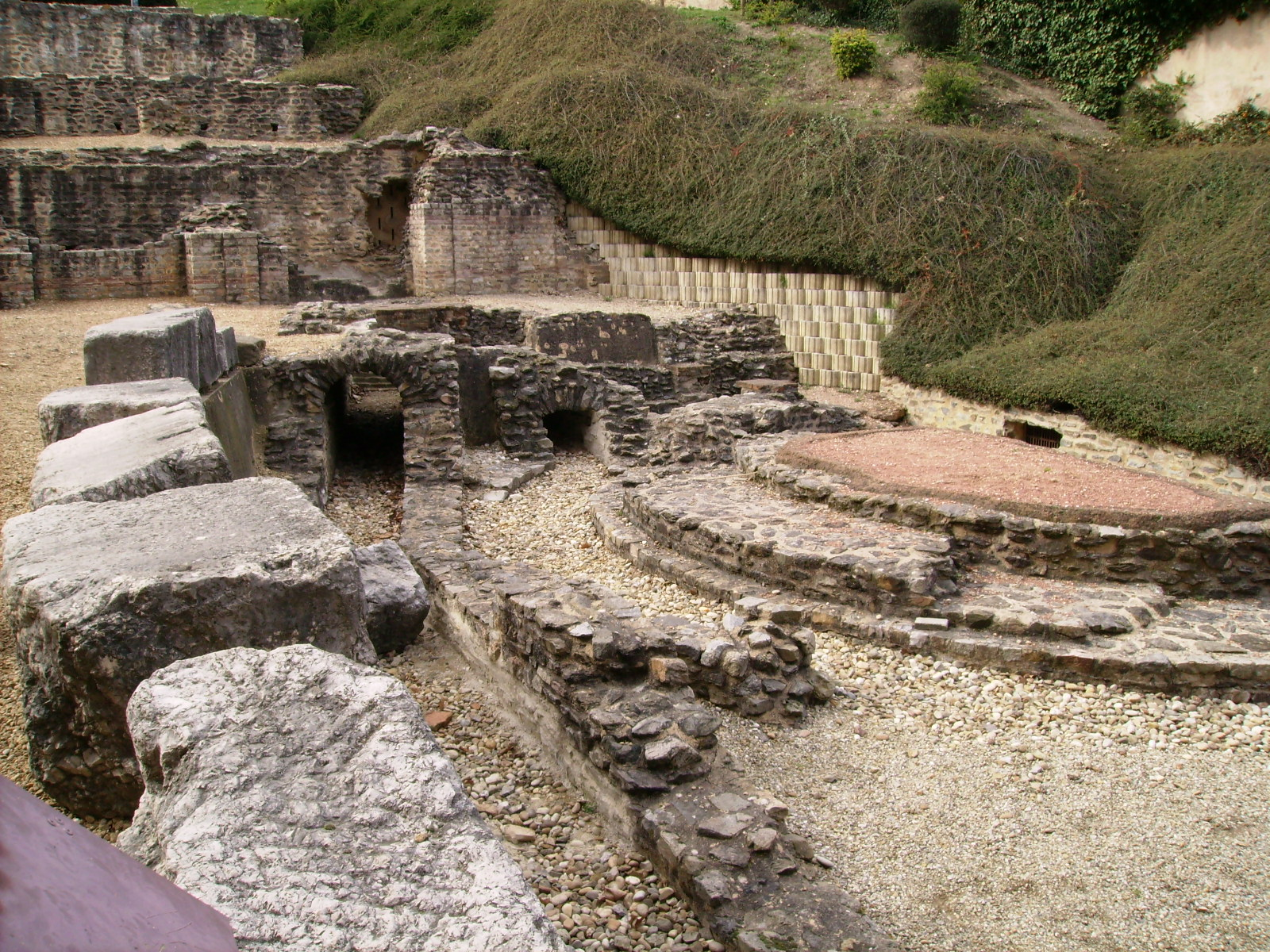
Terme romane a Lugdunum.
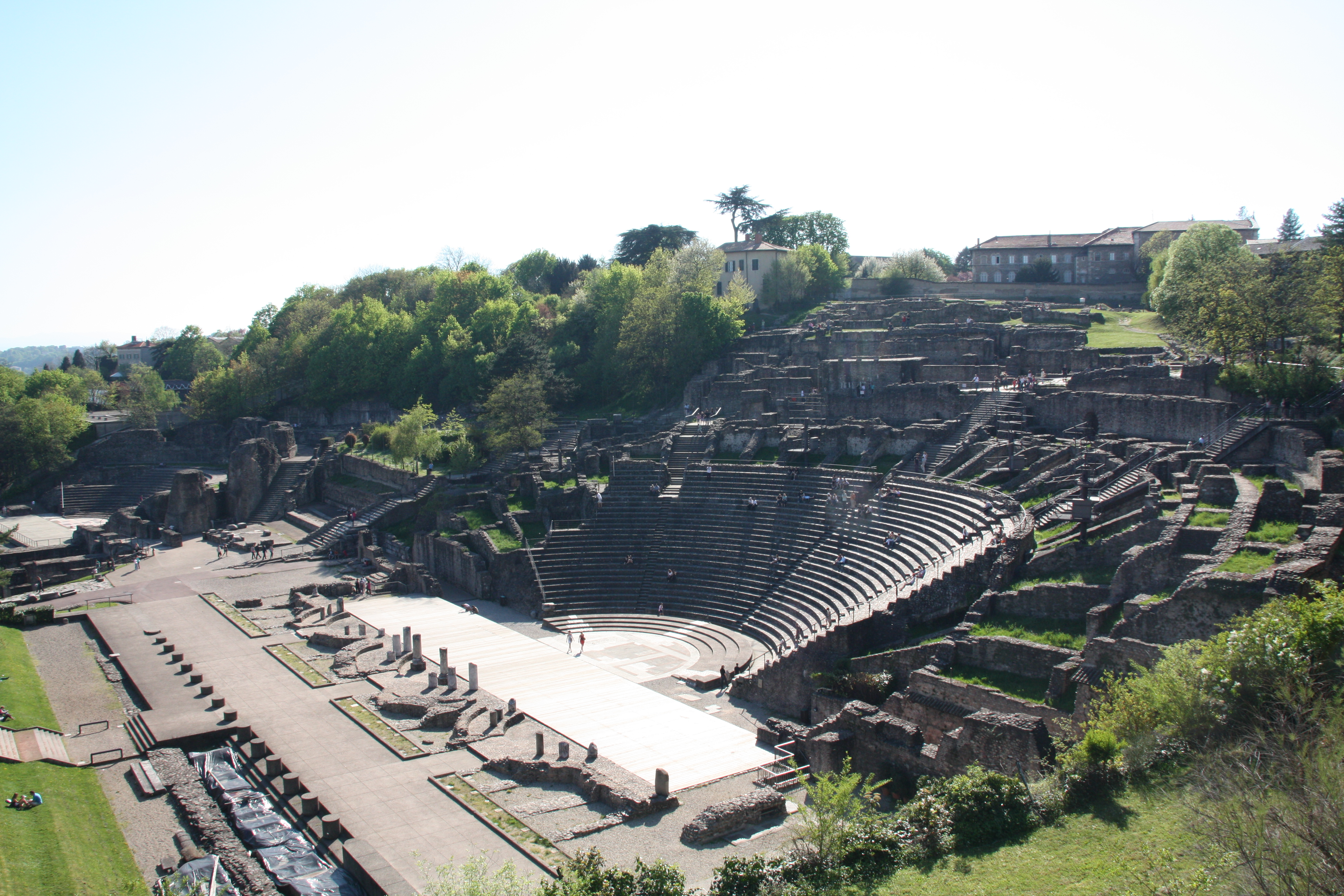
Teatro antico di Fourvière a Lugdunum.
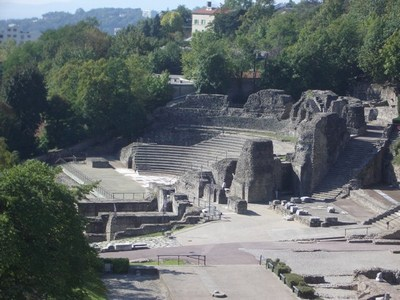
Odeon a Lugdunum.